# Ulrika Friderika Vilhelmina hessen-kasseli hercegnő
Ulrik Friderika Vilhelmina hesse-kasseli hercegnő (Kassel, 1722. október 31. – Eutin, 1787. február 28.) Friderika Sarolta hessen-darmstadti hercegnő és Miksa hessen-kasseli herceg lánya.

## Családja
Testvérei Vilma hessen–kasseli hercegnő és Princess Christine Charlotte of Hesse-Kassel. Szülei Friderika Sarolta hessen-darmstadti hercegnő és Miksa hessen-kasseli herceg.